# Chinois (gebak)

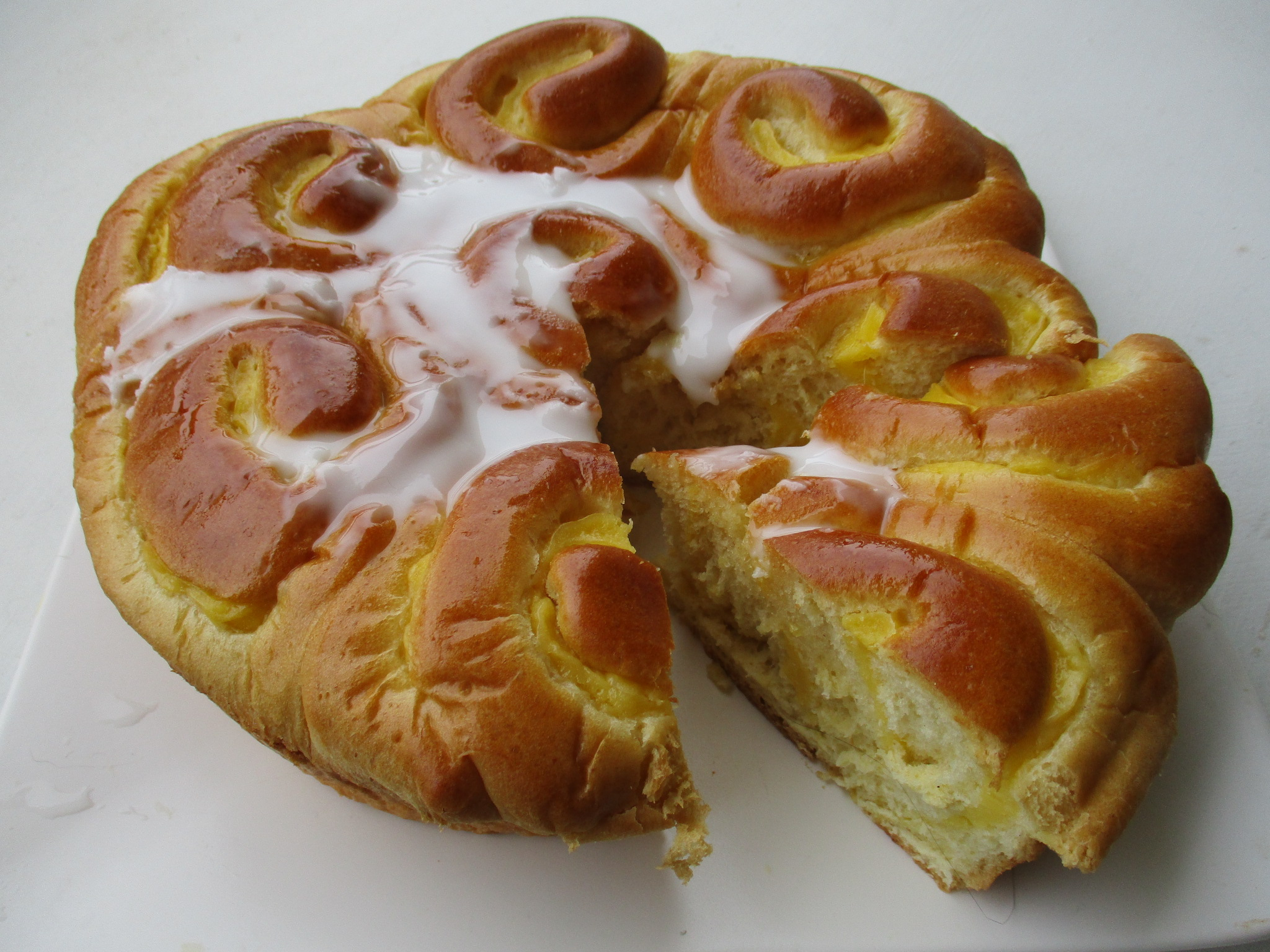
een aangesneden chinois

Een chinois of schneckenkuchen is een bijzondere vorm van brioche in taartvorm uit de grensstreek tussen Frankrijk en Duitsland (Elzas en Lotharingen). 

## Oorsprong van de naam
De Duitse naam van de taart, Schneckekuchen (Elzasserduits: Schneckekueche), duidt op de vorm van de verschillende gedraaide deegrollen in de vorm van een slakkenhuis. De Franse naam chinois blijft onduidelijk. Een verklaring zou zijn, dat de oorsponkelijke vulling een bittere sinaasappelsoort uit China zou hebben bevat.

## Vervaardiging
De chinois wordt met een briochedeeg gemaakt en banketbakkersroom. Het deeg wordt uitgerold, met een dikke laag banketbakkersroom besmeerd, opgerold en in stukken gesneden. Die rolletjes worden in een cirkel geplaatst met een rol in het midden en zo gebakken.
Er bestaan meerdere varianten, die meestal toevoegingen aan de roomvulling betreffen: met chocoladestukjes, rozijnen, geconfijte sinaasappel of kaneel.
Vaak wordt bovenop de chinois glazuur aangebracht.